# Tolga Safer
Tolga Safer (Londra, 26 giugno 1982) è un attore britannico di origini turche.
Conosciuto soprattutto per aver interpretato il ruolo dell'aiutante di Igor Karkaroff nell'adattamento cinematografico del quarto libro della saga di Harry Potter, Harry Potter e il calice di fuoco.

## Biografia
Nato in Gran Bretagna da genitori immigrati, Tolga Safer ha iniziato a recitare all'età di 7 anni nelle recite scolastiche, iscrivendosi successivamente ai corsi di recitazione della Sylvia Young Theatre School. Dopo essere apparso in diversi spot pubblicitari, incluso uno per la Pepsi, ha iniziato a recitare in serie televisive della BBC quali Casualty e Doctors. Il suo primo ruolo importante è stato nel film Culture Menace, pellicola britannica indipendente, al quale è seguita la presenza in Harry Potter e il calice di fuoco. Altri crediti cinematografici includono il film Sugarhouse e Shoot on Sight, entrambi del 2007. L'attore ha anche recitato in alcuni ruolo teatrali, in spettacoli quali Prayer Room al Birmingham Repertory Theatre.

## Filmografia
- Get the Picture - cortometraggio (2004)
- Cultural Menace (2004)
- Harry Potter e il calice di fuoco (2005)
- Doctors - serie TV, episodio "Flying Feathers" (2006)
- Casualty - serie TV, episodi "A Dangerous Initiative" e "Day One" (2004-2007)
- Sugarhouse (2007)
- Shoot on Sight (2007)
- American Assassin (2017)
- Vikings: Valhalla - serie TV (2023)